# École de samba

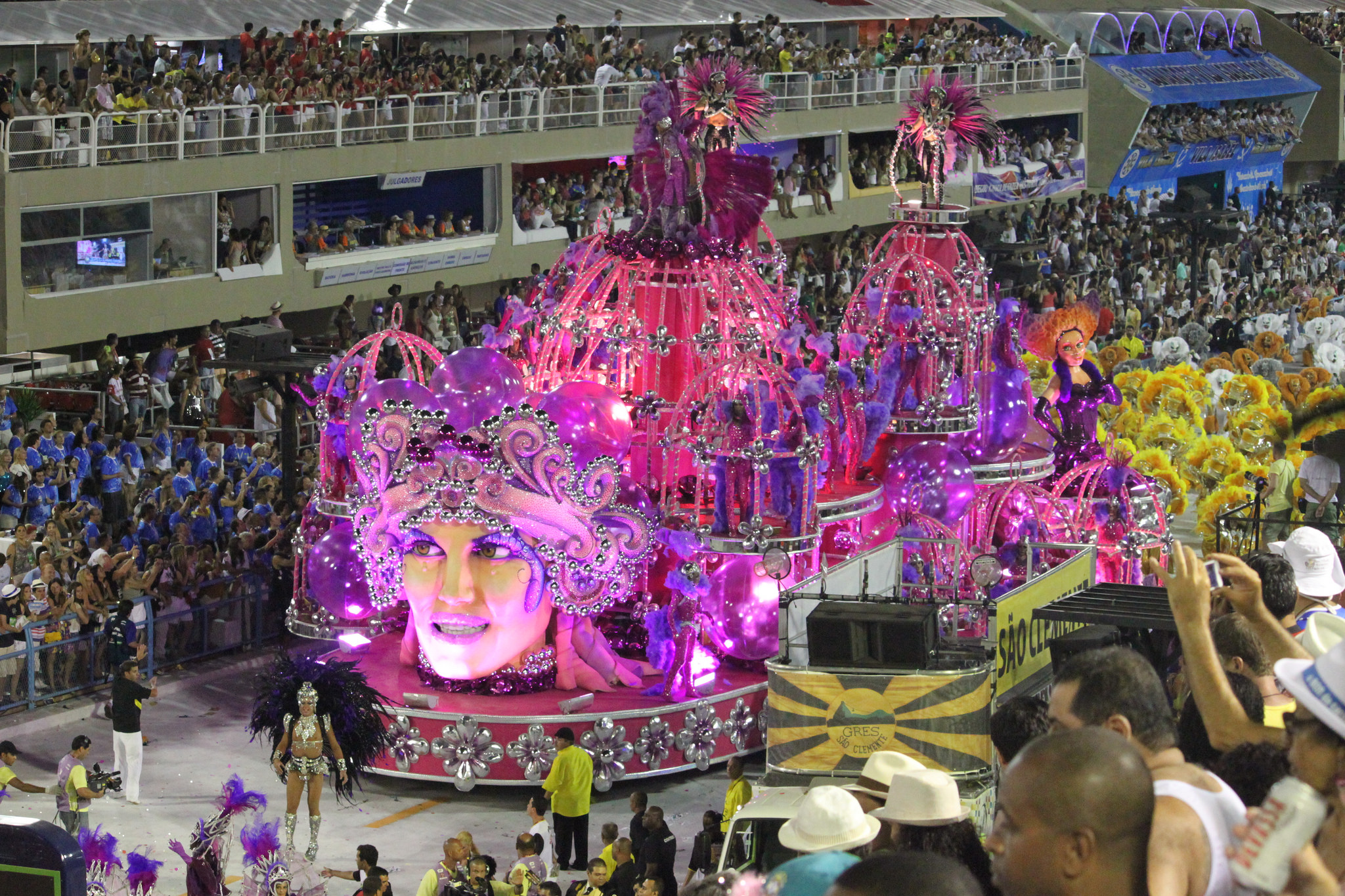
Défilé carnavalesque à Rio de Janeiro, en 2012

Une école de samba est un type de groupe populaire qui se caractérise par le chant et la danse de la samba, ayant souvent un but compétitif. Originaires de la ville de Rio de Janeiro, les écoles de samba se produisent dans des spectacles publics, sous forme de procession, où elles représentent une narrative, au son d'un samba-enredo, accompagnées de percussions. Ses composants — qui peuvent être des centaines, voire quelques milliers de personnes — portent des costumes faisant allusion au thème proposé, la majorité d'entre eux défilant à pied et une minorité défilant sur des véhicules, dits carros alegóricos, où sont également placés des sculptures en papier mâché, en plus d'autres accessoires,.
Les écoles de samba les plus connues sont celles de la ville de Rio de Janeiro et de sa région métropolitaine, qui défilent au Sambodrome Marquês-de-Sapucaí, et celles de São Paulo, qui défilent au Sambadrome de São Paulo. Ces écoles proposent un spectacle considéré comme somptueux, qui attire des touristes de diverses régions du monde. Cependant, il existe des écoles de samba dans presque tous les États brésiliens et dans de nombreux pays du monde,. Ils sont considérés comme l'une des principales, sinon la principale vitrine du carnaval brésilien, et ont acquis de plus en plus un aspect scénique, avec certains éléments exécutant des dramatisations théâtrales ou des chorégraphies,,,.

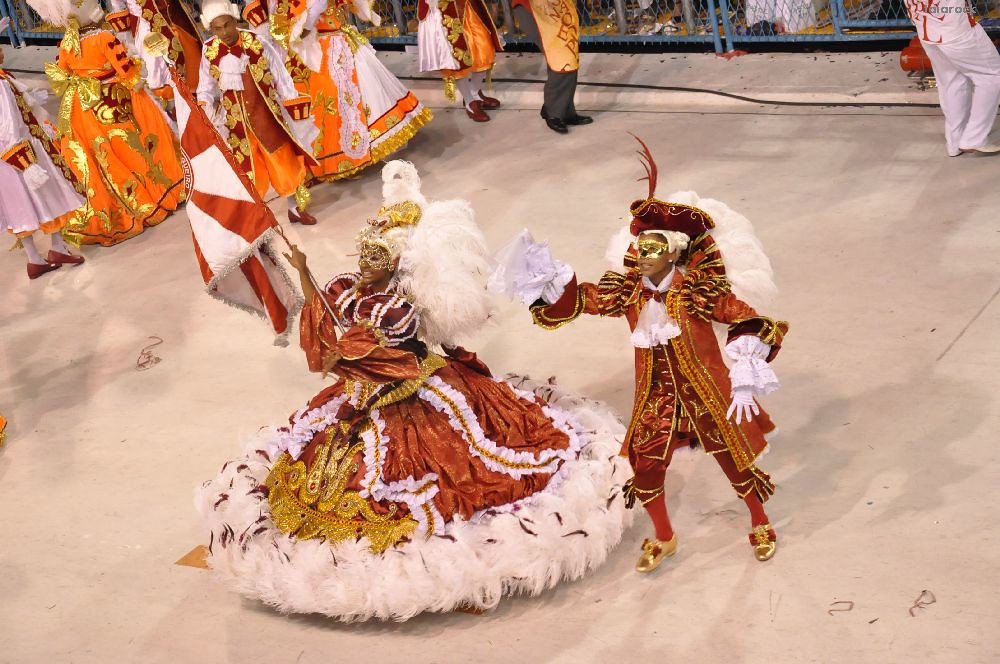
Mestre-sala et porta-bandeira, lors d'un défilé à Rio, en 2010

La majorité des écoles de samba, notamment celles de Rio de Janeiro, ont dans leur nom l'expression « Grêmio Recreativo Escola de Samba » (représentée par l'acronyme GRES, en traduction libre: Association de loisir école de samba) avant leur nom lui-même. À São Paulo, la dérivation « Grêmio Recreativo Cultural e Escola de Samba » est également courante. Il existe des exceptions, comme la Société Rosas de Ouro et la traditionnelle Agremiação Recreativa e Escola de Samba Vizinha Faladeira. Cette standardisation des nomenclatures des écoles de samba est apparue en 1935, lorsque les associations du carnaval de Rio ont été contraintes d'obtenir une autorisation auprès de la Delegacia de Costumes e Diversões, la police responsable pour les loisirs publics au Brésil, pour pouvoir défiler. Le chef de la police Dulcídio Gonçalves déterminé à donner un aspect plus organisé aux défilés des écoles de samba, a refusé d'accorder la licence aux associations aux noms considérés comme étranges, c'est pourquoi GRES Portela a dû changer son nom actuel, au lieu de l'ancien Vai Como Pode (en traduction libre, On fait ce qu'on peut).
Contrairement à la Rose Parade, un événement culturel américain, dans lequel l'organisation des présentations est surtout effectuée par des professionnels coûteux, le défilé des écoles de samba est considéré comme un travail communautaire. Bien au-delà d'un groupe musical, les écoles sont souvent devenues des associations de quartier qui s'occupent des problématiques sociales des communautés qu'elles représentent (comme les besoins éducatifs et médicaux).

## Histoire
L'apparition des écoles de samba est liée à l'histoire du carnaval de Rio lui-même, ainsi qu'à la création de la samba moderne, avec le Rancho carnavalesco, cortège profane datant de la fin du XIXe siècle, comme précurseur. Le Rei de Ouros (en traduction libre, Le Roi de carreau), lancé en 1893 par Hilário Jovino Ferreira, fut le premier rancho de carnaval. C'est à cette occasion que sont créés le thème conducteur des cortèges et des personnages tels que le couple Mestre-sala et porta-bandeira (pt) en plus de l'utilisation d'instruments à cordes et de vent,,,. Les musiciens de samba d'Estácio, avec la fondation de l'association musicale Deixa Falar (en traduction libre, Laisse-les parler) en 1928, ont créé  les fondations des écoles de samba actuelles. Parmi eux Ismael Silva, à qui l'on doit l'idée de créer un nouveau type de bloc carnavalesque, qui danserait et cheminerait en évoluant au son de la samba.
Le premier concours de samba remonte à 1929, organisé chez Zé Espinguela, où Conjunto Oswaldo Cruz a gagné, et auquel ont également participé Mangueira et Deixa Falar. Certains considèrent qu'il s'agit là d'une étape fondamentale dans la création des écoles de samba.
Cependant, entre 1930 et 1932, ceux-ci n'étaient considérés que comme une variante des blocs, jusqu'à ce qu'en 1932 le Mundo Sportivo, une publication du journaliste Mário Filho, décide d'organiser le premier Défilé des écoles de samba, sur la Praça Onze,,. C'est donc dans la rédaction de ce journal - où par ailleurs travaillaient des compositeurs à succès (comme Antônio Nássara, Armando Reis et Orestes Barbosa) - que l'idée d'organiser un défilé de carnaval a surgi. Le journal, inauguré l'année précédente par Mário Filho, à la fin du championnat de football, manquait de sujets et était en quête de lecteurs: c'est pour cette raison que le journaliste Carlos Pimentel, étroitement lié au monde de la samba, a eu l'idée d'organiser un défilé des écoles de samba sur la Praça Onze.

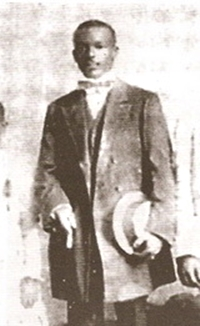
Hilário Jovino Ferreira, le créateur du premier rancho de carnaval, qui aurait donné naissance aux écoles de samba

Invitées par le Mundo Esportivo, 19 écoles ont participé. Le journal a établi des critères pour juger les écoles participantes. Le traditionnel bloc des baianas était une condition obligatoire pour concourir, et les écoles, toutes comptant plus d'une centaine de membres, devaient, entre autres, présenter de nouvelles sambas et n'avaient pas le droit d'utiliser d'instruments à vent.
L'école gagnante a été l'Estação Primeira de Mangueira, tandis que la deuxième place est revenue au groupe carnavalesque d'Osvaldo Cruz, aujourd'hui Portela. Le succès garantit l'officialisation de la compétition, qui se déroula sur la Praça Onze jusqu'en 1941.
Les pratiques de Deixa Falar – qui n’a jamais vraiment été présentée comme une école de samba – ont été fondamentales pour établir les principales caractéristiques des écoles actuelles. Parmi celles-ci se distinguent : le genre musical (samba moderne), le cortège capable de défiler en dansant, l'ensemble de percussions, sans utilisation d'instruments de vent et le bloc des baianas.
Avec la montée du président nationaliste Getúlio Vargas et la fondation de l'Union générale des écoles de samba (UGESB) en 1934, les écoles de samba surmontèrent une période de marginalisation et commencèrent à se développer puis à gagner de l'importance au sein du carnaval de Rio, supplantant aux yeux du public les ranchos et sociétés carnavalesques, qui finirent par disparaître. Pedro Ernesto a eu un rôle majeur pour le succès des écoles : lors de son mandat de maire de l'ancien District fédéral, il a soutenu financièrement le carnaval, dans le cadre d'un projet qui visait à transformer Rio de Janeiro en une ville touristique et en 1935 les défilés sont reconnus et deviennent officiels,.
Fondée en 1935, Primeira de São Paulo est la première école de samba de São Paulo. Les compétitions officielles d'écoles de samba dans la capitale de São Paulo n'ont commencé qu'en 1950, avec la victoire de Lavapés, mais avant cette année des tournois officieux ont eu lieu, même au niveau de l'État. Au début des années 1960, avec le déclin des cordons carnavalesques à São Paulo, certains, comme Vai-Vai et Camisa Verde e Branco, sont également devenus des écoles de samba.
À Porto Alegre, la première école de samba considérée comme « moderne » a été l'Academia de Samba Praiana, qui, en 1961, révolutionna le défilé de la capitale du Rio Grande do Sul. Jusque-là, il y avait des blocs et cordons carnavalesques, sans organisation officielle. Praiana a été la première école de samba du Rio Grande do Sul à introduire les pratiques courantes du Carnaval de Rio, comme les blocs et la présence du mestre-sala et porta-bandeira.
En 1952, le Groupe d'accès est créé à Rio de Janeiro, en raison du grand nombre d'écoles programmées pour le défilé. Cette année-là, le défilé de ce groupe (aussi connu comme Groupe 2 et Série A) se déroula et un système de classement et passage au niveau principal, appelé le Groupe spécial, a eu lieu.

Page des archives de la censure au carnaval lors de la dictature militaire au Brésil

En 1953, à la suite de la fusion de l'UGESB avec la Fédération brésilienne des écoles de samba, l'Association des écoles de samba de la ville de Rio de Janeiro est créée et organisa les défilés carnavalesques jusqu'à la création de la Ligue indépendante des écoles de samba de Rio de Janeiro (LIESA), formée par les écoles de samba du Groupe spécial. En 2008, la Ligue des écoles de samba de Rio de Janeiro (LESGA) est fondée par les écoles du deuxième groupe. En 2012, elle est rebaptisée LIERJ. La création de la LIESA a inspiré des entités similaires dans d'autres villes, comme la Ligue indépendantes de écoles de samba de São Paulo (LIGA-SP).
Pendant la dictature militaire, les défilés des écoles de samba sont autorisés, mais les paroles et costumes sont révisés par les agents de la censure du régime.
En 1984, le Sambódromo est créé sous le gouvernement de Leonel Brizola et est devenu l'espace définitif pour la présentation des écoles de samba. La Rede Manchete diffuse le défilé cette année et atteint la première place en termes d'audience. Des années plus tard, à São Paulo, la maire Luiza Erundina suit l'exemple de Rio et a fondé un local définitif pour les défilés carnavalesques, le Sambadrome Anhembi.

Aujourd'hui, de nombreuses autres villes brésiliennes ont également leurs sambadromes, dont Manaus, dont le défilé est diffusé en direct par Rede Manchete en 1993, Porto Alegre avec le Complexe culturel de Porto Seco, Vitória avec Sambão do Povo et Florianópolis avec Passarela Nego Quirido

## Organisation

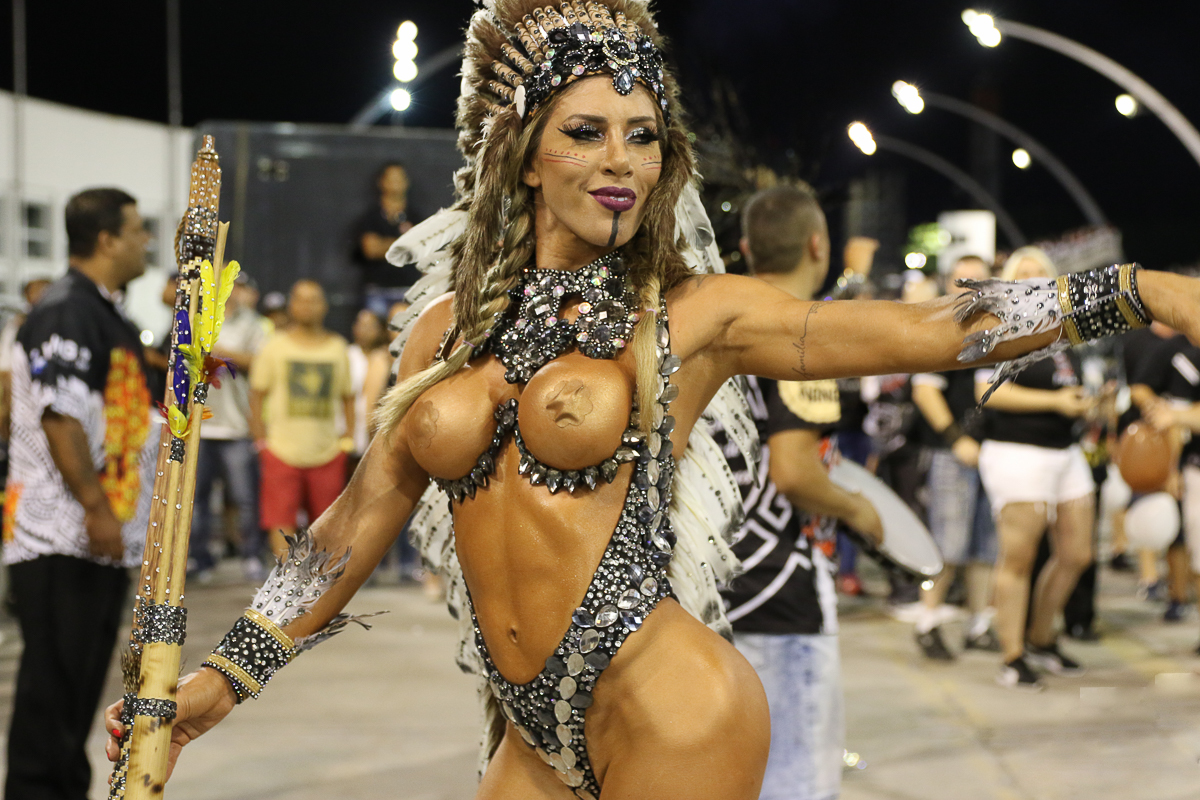
Les défilés sont précédés d'essais réguliers, surtout pour les artistes les plus connus

Des associations d'habitude locales, provenant en grande partie de communautés pauvres ou banlieues, les écoles de samba représentent généralement un certain quartier, district ou ensemble régional lors des défilés. Les tournois sont surtout municipaux et des écoles se réunissent pour concourir pour le titre de meilleure de l'année. Lors de ce défilé compétitif, elles sont évaluées par un jury préalablement choisi par leurs directeurs ou par l'entité des écoles,.
Le jury évalue chacun des critères du carnaval en lui attribuant des notes. Actuellement, les notes sont maintenues en secret jusqu'au jour où les résultats de toutes les écoles sont divulguées, normalement un ou deux jours après la fin des défilés. La divulgation a lieu avec la présence de directeurs et membres des écoles en plus de supporters, qui suivent les notes de chaque critère, dont la somme établit le score final. Les résultats sont éventuellement modifiés si des pénalités ont été appliquées, par exemple un retard lors du défilé.
Même si les défilés des écoles de samba sont d'habitude municipaux, certaines écoles échangent le défilé de la ville où se trouve leur siège pour participer aux compétitions des villes voisines. C'est le cas de la X-9, de Santos, qui a vaincu le tournoi de São Paulo. À Rio de Janeiro, Grande Rio, Porto da Pedra, Unidos da Ponte, Beija-Flor et Viradouro sont des écoles de la Région métropolitaine de Rio de Janeiro qui participent à la compétition de la capitale de l'État.

### École marraine
Selon la tradition du carnaval, une école marraine est responsable du « baptême » d'une association plus récente. Ce rituel qui remonte aux premiers défilés, lorsque les blocs carnavalesques qui participaient aux festivités au nom du « Dieu Momo » circulaient leurs symboles (bannières et drapeaux) dans des processions solennelles. Les sociétés carnavalesques, les blocs de carnaval, les ranchos, les choros et les cordons de carnaval étaient vus comme « païens » lors de leur création, d'où la nécessité d'un rituel.
La tradition du marrainage s'est étendue aux écoles de samba, qui selon la tradition doivent être « soumises au rituel solennel du baptême, afin de pouvoir entrer sur l'arène du défilé, en plein carnaval, dûment sacramentées ». Les nouvelles écoles de samba sont baptisées en utilisant les symboles de leurs parrains ou marraines, des individus ou associations plus anciennes. Lors du marrainage par des associations, celles-ci sont représentées par leurs présidents. Dans le cadre de ce rituel, la porta-bandeira de l'école païenne, accompagnée du directeur de l'école, porte l'étendard officiel du sacrement. L'école marraine sera représentée par le président de l'association, accompagné du mestre-sala et porta-bandeira, qui portera leur drapeau officiel.

## Défilé

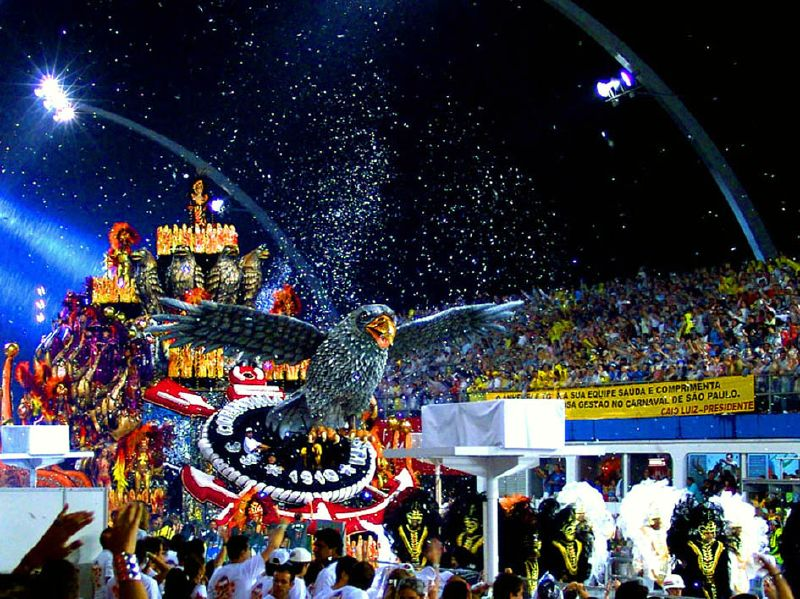
Défilé de l'école de samba Gaviões da Fiel, pendant le Carnaval de São Paulo, au Sambadrome Anhembi

Dans les principales villes, un défilé d'une école de samba dure environ une heure, avec quelques variantes selon les règles imposées par l'organisation du carnaval de la ville. Dans le Groupe spécial de la ville de Rio de Janeiro, le défilé a une durée maximale d'une heure et quinze minutes, tandis qu'à São Paulo la limite maximale est de 1 heure et cinq minutes. Le Groupe spécial de Porto Alegre dispose d'une durée maximale de 60 (soixante) minutes et d'un minimum de 50 (cinquante) minutes pour la réalisation d'un défilé officiel. Le long de la piste du sambadrome, des chronomètres sont disséminées, pour marquer le temps entre le départ du premier individu de l'école, lors du début de la parade (la concentration), jusqu'à l'arrivée du dernier individu, dans la dispersion finale de l'école.

### Concentration
Aussi appelé esquenta (en traduction libre, échauffement), la concentration (en Portugais, concentração) précède le début d'un défilé. Tous les participants sont mobilisés, attendant leur tour pour entrer sur la piste du sambadrome. Pendant que l'école d'avant termine son défilé à la fin de la piste, un autre microphone est allumé au début du défilé, afin que les dirigeants de l'école qui défilera puissent envoyer un message à leurs membres, comme leur souhaiter de la chance et demander leur dévouement, entre autres messages. Des sambas plus anciennes et plus connues sont également chantées et les tambours commencent à jouer, dans une sorte d'échauffement,.

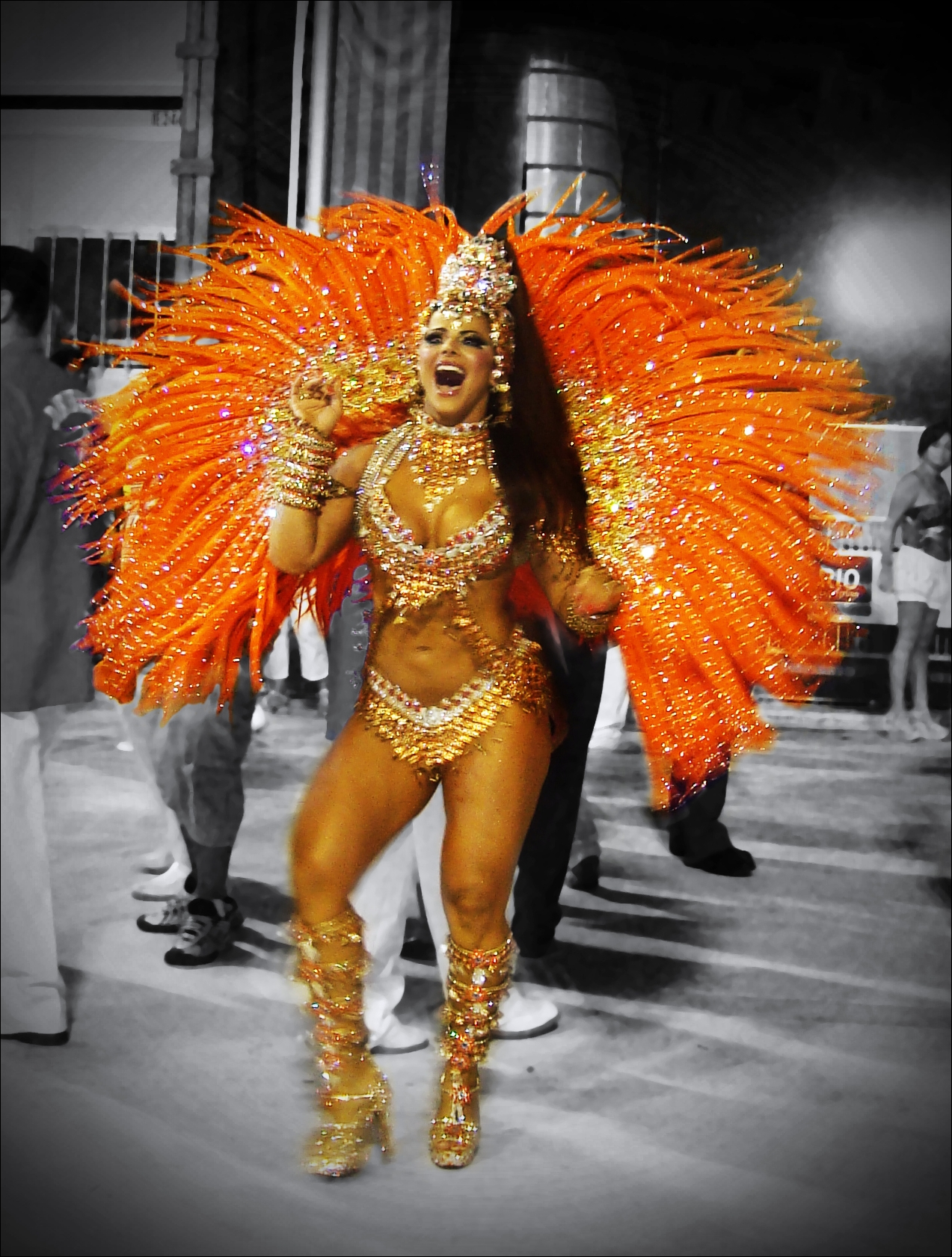
Viviane Araújo, actuelle reine des percussions de l'école de samba Acadêmicos do Salgueiro, lors du Défilé des vainqueurs

Après la fin d'un défilé, le narrateur annonce la prochaine école avec son thème de présentation, et le son du microphone, auparavant limité à une seule partie du sambadrome, est diffusé pour que tout le monde dans les tribunes puisse l'entendre. Ensuite, des alusivos (morceaux connus de sambas et hymnes de l'école) sont chantés, suivi d'un cri de guerre, pour qu'enfin le défilé lui-même commence et le chronomètre se mette en marche. Le moment de concentration dure généralement en moyenne une dizaine de minutes,,.
Des exemples de sambas fréquemment chantées, année après année, en concentrations, sont ceux de la Camisa Verde e Branco, Unidos do Peruche, Gaviões da Fiel, Nenê de Vila Matilde, Première Station de Mangueira et Estácio.
Les cris de guerre sont des expressions typiques de chaque chanteur principal d'une école, le puxador (en traduction libre, tireur), qui appelle les membres à chanter avec détermination. En général, les artistes ont leur cri de guerre personnel, qu'ils emportent avec eux à chaque transfert dans une autre association. Il y a cependant des cris de guerre liés à l'école et non au puxador, comme celui de X-9 Paulistana, « Canta X, canta X, canta X-9! » (en traduction libre, Chante X, chante X, chante X-9 !), ou encore « Olha a Beija-Flor aí gente, chora cavaco! » (en traduction libre, Voyez la Beija-Flor, tout le monde, sonnez les cavacos), créé et interprété par Neguinho da Beija-Flor.

## Critères
Plusieurs critères sont pris en compte lors d'un défilé d'une école de samba, auxquels les membres du jury attribuent des notes. Certains critères, comme le bloc de baianas, ne sont cependant pas évalués, mais peuvent de toute façon faire perdre des points à l'école s'ils ne sont pas identifiés lors du défilé.

### Commission d'ouverture

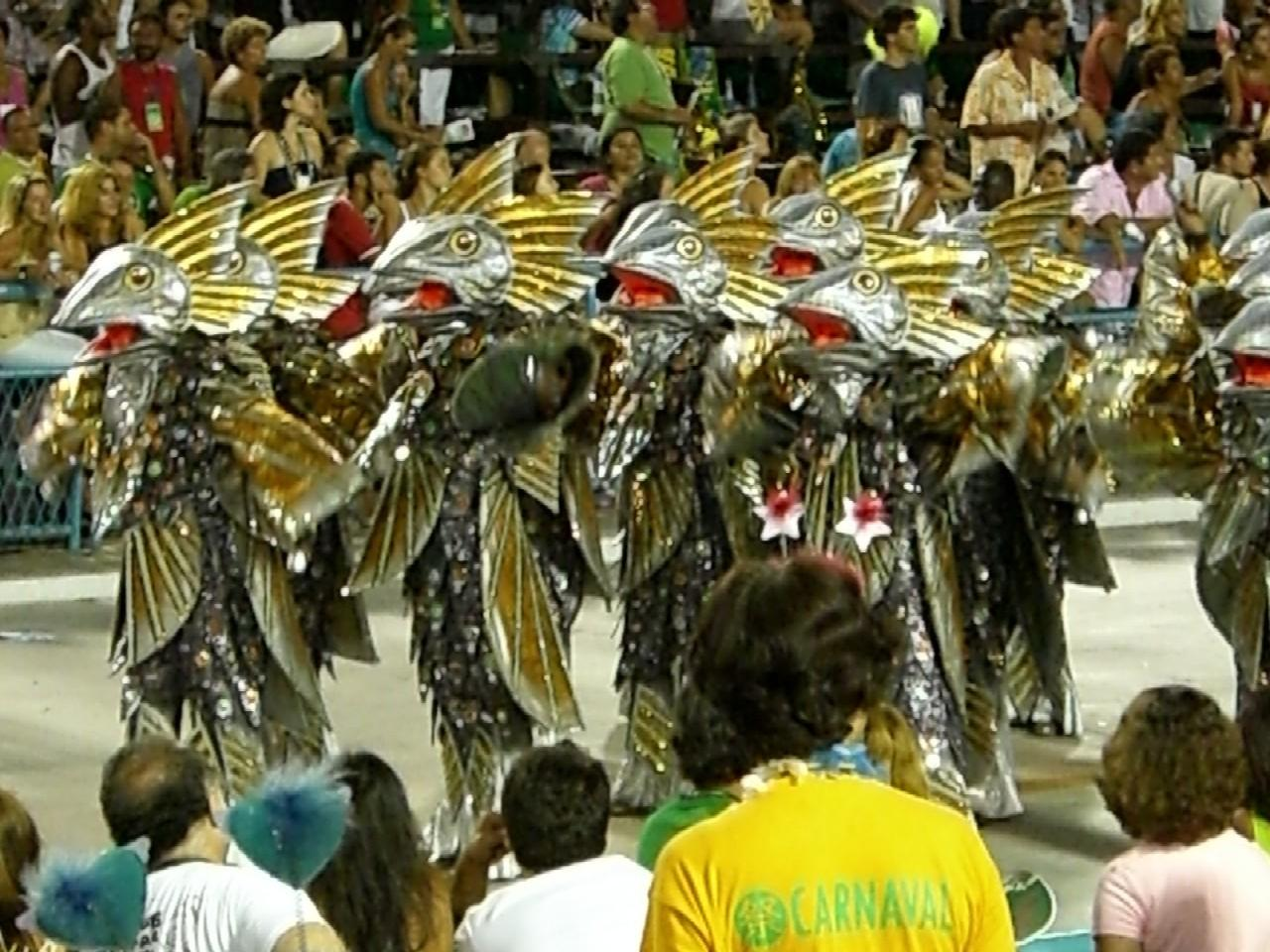
Commission d'ouverture habillée en morue lors du défilé de l'Imperatriz Leopoldinense, en 2007

Composante obligatoire d'un défilé, la commission d'ouverture (comissão de frente) est un groupe d'une dizaine à une quinzaine de personnes qui interprètent une chorégraphie introduisant le thème central du défilé. À l'exception de cette commission, il n'y a pas d'autres règles concernant l'ordre des éléments lors d'un défilé d'une école de samba.
Les commissions d'ouverture faisaient déjà partie, sous ce nom, des sociétés de carnaval, et furent ensuite incorporés dans les ranchos et les cordons de carnaval. Fonctionnant comme une sorte de maître de cérémonie du défilé, accueillant le public et présentant l'école, ces commissions de la samba ont connu de nombreuses évolutions au fil du temps. À l'origine, elles étaient constituées d'un groupe d'hommes, généralement les directeurs de l'école, qui venaient devant l'école vêtus de leurs plus beaux vêtements et saluaient le public. Ils portaient parfois des bâtons à la main, dont l'objectif principal était de défendre leur groupe contre leurs rivaux,.
L'école de samba Portela a introduit des commissions plus raffinées, dont les membres se présentaient avec des vêtements élégants, portant parfois une queue-de-pie et un haut-de-forme. Cette transformation des commissions a fait partie d'une vision du compositeur Paulo da Portela, pour qui les danseurs de la samba devaient toujours être bien habillés, afin de défaire l'image négative que les classes supérieures avaient d'eux. La stratégie de la Portela a été copiée par d'autres écoles,.
L'école Vizinha Faladeira, dans les années 1930, tenta d'innover en réunissant des commissions en limousines et à cheval, comme dans les grandes sociétés carnavalesques. Ce fut a d'abord fortement critiqué, y compris par le jury, qui affirma que, même si l'école avait strictement suivi les règles des défilés, elle avait employé des ressources qui n'avaient aucun rapport avec ce qu'une école de samba devait présenter. En 1938, la commission d'ouverture devint un élément réglementé du carnaval. Au fil du temps, les costumes formels des commissions ont été remplacés par des déguisements, liés au thème du défilé, avec des chorégraphies et des danseurs professionnels. À la fin des années 1990, les commissions étaient marquées par une présence massive d'artistes de cirque et troupes de théâtre, utilisant des maquillages spéciaux avec de nombreux effets visuels,.
À la fin des années 1970, avec la libéralisation des mœurs, des commissions formées de femmes à moitié nues sont apparues. Le principal symbole sont les mulâtres sculpturales du carnaval de l'Imperatriz Leopoldinense de 1979. Ce modèle fut copié par d'autres écoles, mais il y a aussi eu une tendance grandissante de présenter des commissions de plus en plus richement habillées, avec des mouvements chorégraphiques de plus en plus élaborés. Des formations plus traditionnelles ont aussi été maintenues: à la Portela, par exemple, le recours à la velha guarda (en traduction libre, vieille garde), les compositeurs les plus anciens de l'école, a été de règle jusque dans les années 1990. Jusqu'à aujourd'hui, selon les règles du carnaval, les commissions d'ouverture ne sont pas obligatoirement liées au thème central du défilé, permettant ainsi plus de libéralités.

### Allégories et ornements

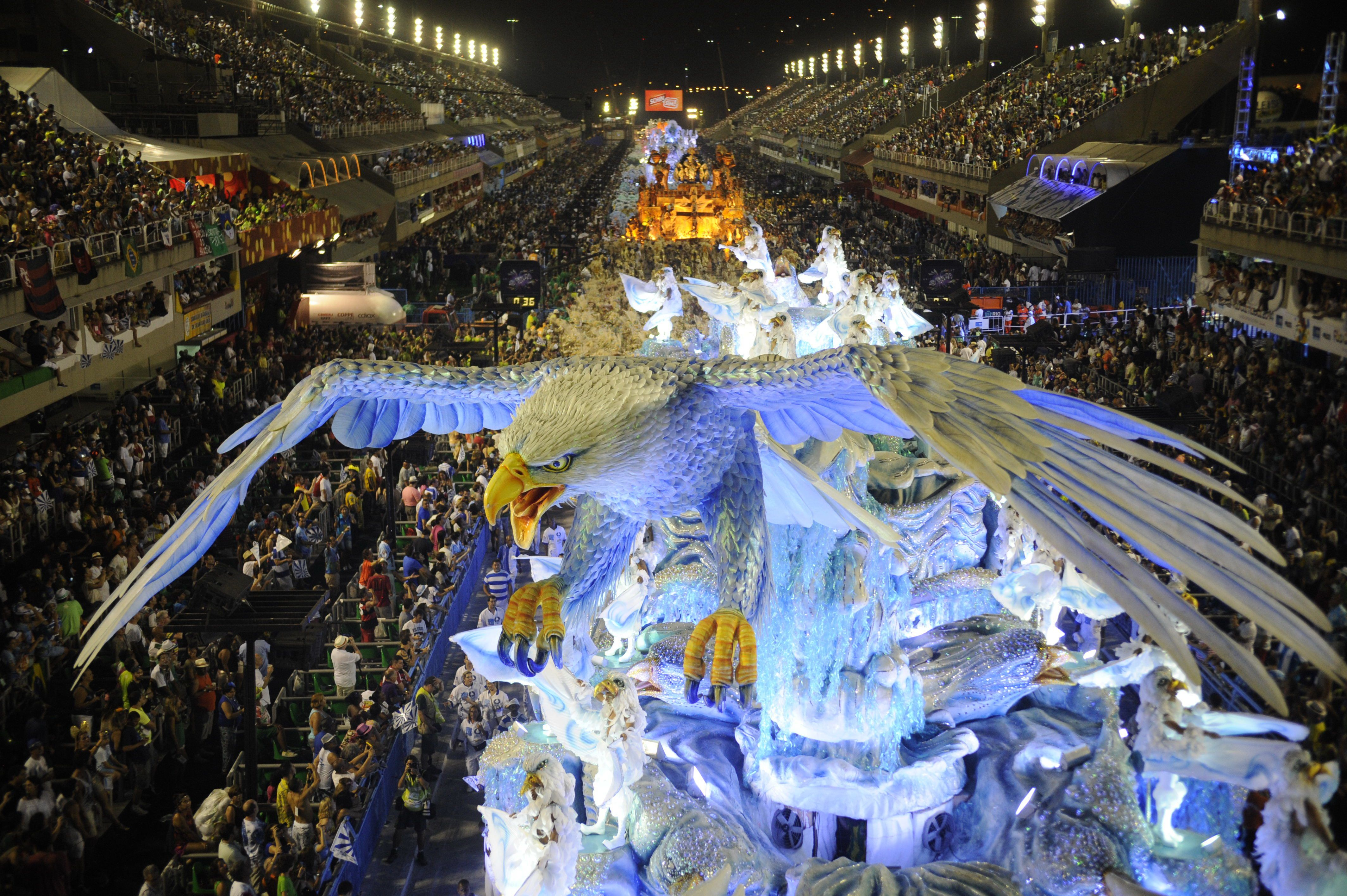
Véhicule d'ouverture de la Portela lors du défilé en 2014

Le critère de l'allégorie concerne les véhicules décorés avec des sculptures en bois et polystyrène, entre autres matériaux, confectionnées pour représenter les éléments du thème du défilé,. Dans le Groupe spécial de Rio, actuellement, les véhicules ne peuvent pas dépasser huit mètres et cinquante centimètres de largeur. Plusieurs personnes défilent généralement sur les véhicules. Celles sur les places les plus élevées sont appelées les destaques (en traduction libre, les vedettes); il peut aussi y avoir des semi-destaques et d'autres personnes sur les « fromages », comme on appelle les espaces où les componentes (en traduction libre, les composantes), les participants non  sont placés sur les véhicules. Généralement, les vedettes portent des habits de luxe, préparés spécialement pour elles. Dans les positions inférieures, les  componentes ont ldes costumes plus simples.
Le premier véhicule du défilé s'appelle abre-alas (en traduction libre, ouve-bloc) et le nom de l'école apparaît généralement sur le devant, de manière stylisée. Certaines écoles, comme la Portela par exemple, ont toujours leur symbole sur l'abre-alas (dans le cas de cette association, un aigle), quelle que soit le thème du défilé cette année. Les plus grandes voitures atteignent jusqu'à 13 mètres de hauteur et 60 mètres de long, ce qui gêne parfois leur entrée sur le sambadrome. Ces voitures sont généralement poussées par des personnes qui se trouvent en dessous ou derrière elle. Aucune voiture ne peut être propulsée par traction animale et, dans les années 1990, les véhicules motorisés ont même été interdits en raison des risques d'incendie.

### Évolution, harmonie et ensemble
L'évolution est le critère qui prend en compte la vitesse et la manière dont les membres de l'école de samba s'engagent dans le défilé : s'ils dansent avec enthousiasme, tournent, bougent et passent de manière compacte, proches les uns des autres, de sorte que quiconque regardant d'en haut ait l'impression que l'école est un corps unique, une ligne continue. Les participants ne sont pas obligés de savoir les pas de la samba, mais ils doivent bouger, gesticuler. Les écoles dont la vitesse n'est pas stable et le rythme subi des changements brusques sont pénalisées par le jury.
Le critère de l'harmonie évalue l'interaction entre le chant de l'interprète officiel et celui des composants. Les écoles dont les membres ne chantent pas la samba, ou la chantent mal, reçoivent des notes inférieures à cet égard.
Le critère d'ensemble a été absent pendant de nombreuses années, étant ramené aux défilés de Rio en 2000. Il prend en compte l'intégralité du défilé, servant ainsi de note générale, y compris l'interaction entre les différents autres critères, plus spécifiques.

### Thème
Le thème du défilé est généralement choisi au début de l'année, juste après le carnaval, et est valable pour le carnaval de l'année suivante. Entre-temps, sur la base du thème élu, les organisateurs du carnaval rédigent des synopsis qui guident la création des costumes, des allégories et la samba-enredo. À cet égard, le jury évalue si l'école a bien expliqué son thème lors du défilé,.

### Samba-enredo
La samba-enredo est évaluée selon plusieurs critères: elle doit bien raconter le thème du defilé, avoir une bonne mélodie et des paroles avec des caractéristiques intéressantes, musicalement riches, et ne pas inclure d'erreurs. Les sambas dont certains de ces critères sont manquants sont généralement pénalisées et reçoivent des notes inférieures,.
La samba-enredo d'une école est choisie après une compétition interne, au cours de laquelle des compositeurs et musiciens créent des prototypes en variant sur le thème préalablement défini. Ils s'affrontent pendant plusieurs week-ends, jusqu'à ce qu'il ne reste qu'une seule samba. À Rio de Janeiro, les compositions pour les qualifications internes sont généralement enregistrées en août.
Jusqu'en 2007, dans le Groupe spécial de São Paulo, la samba-enredo était jugée deux fois. Les écoles recevaient une note pour les paroles et une note pour la mélodie.

### Mestre-salaetporta-bandeira

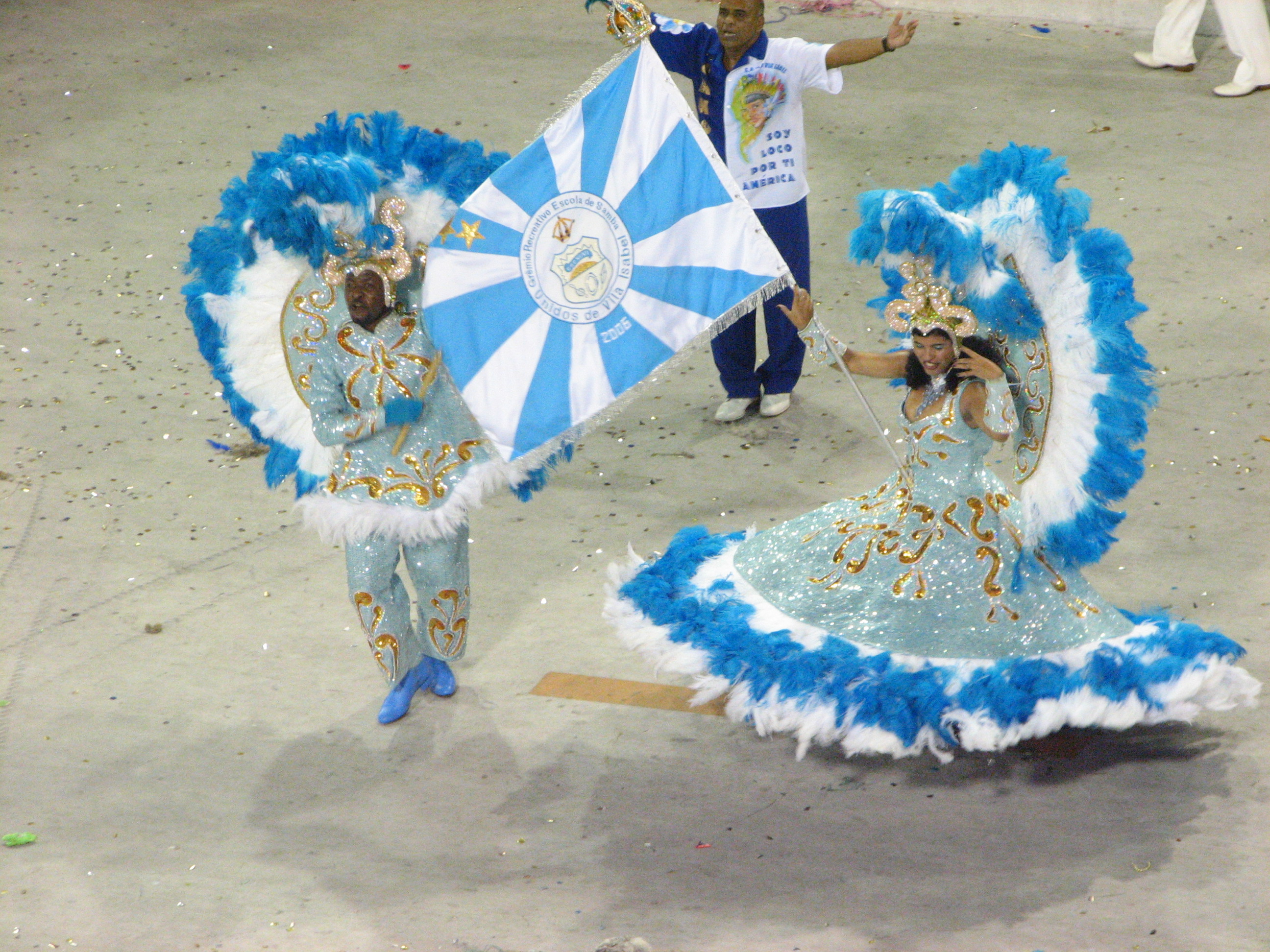
Couple de mestre-sala et porta-bandeira de l'Unidos de Vila Isabel, au Carnaval de 2006

Le terme mestre-sala est possiblement originaire des bals de carnaval XIXe siècle, dans lesquels on trouvait un professionnel chargé d'organiser la salle qui s'appelait maître de salle ou maître-salle. On retrouve ce rôle encore auparavant, quand les rois, au Portugal par exemple, nommaient un noble de leur confiance pour diriger toutes les cérémonies importantes. Aujourd'hui, cela correspondrait au poste de chef du protocole d'une Maison royale.
Concernant la porta-bandeira, le nom est une adaptation naturelle de l'ancien « porte-drapeau », personnage généralement masculin qui portait les lourds étendards des groupes du carnaval brésilien,.
Le mestre-sala et porta-bandeira, dans la samba, forment un couple qui exécute une certaine danse particulière et doit présenter gracieusement le drapeau de l'école. Leurs costumes ressemblent à ceux de gala typiques du XVIIIe siècle, mais « carnavalisés », c'est-à-dire avec une quantité exagérée de couleurs et ornements. À un moment donné du défilé, le couple doit s'arrêter devant le stand du jury pour présenter leur danse, où ils sont évalués. Il est interdit aux deux danseurs de se tourner le dos en même temps, et des erreurs comme un chapeau tombé ou une glissade peuvent entraîner la perte de points pour l'école,,.
Actuellement, depuis au moins les années 1990, les écoles du Groupe spécial de Rio défilent généralement avec trois ou quatre paires de mestre-sala et porta-bandeira, mais seul le premier d'entre eux est évalué. Les couples facultatifs existent pour représenter l'école lors de certains événements, lorsque les danseurs principaux ne peuvent pas y assister. L'un de ces couples peut être composé d'enfants ou d'adolescents.

### Percussion

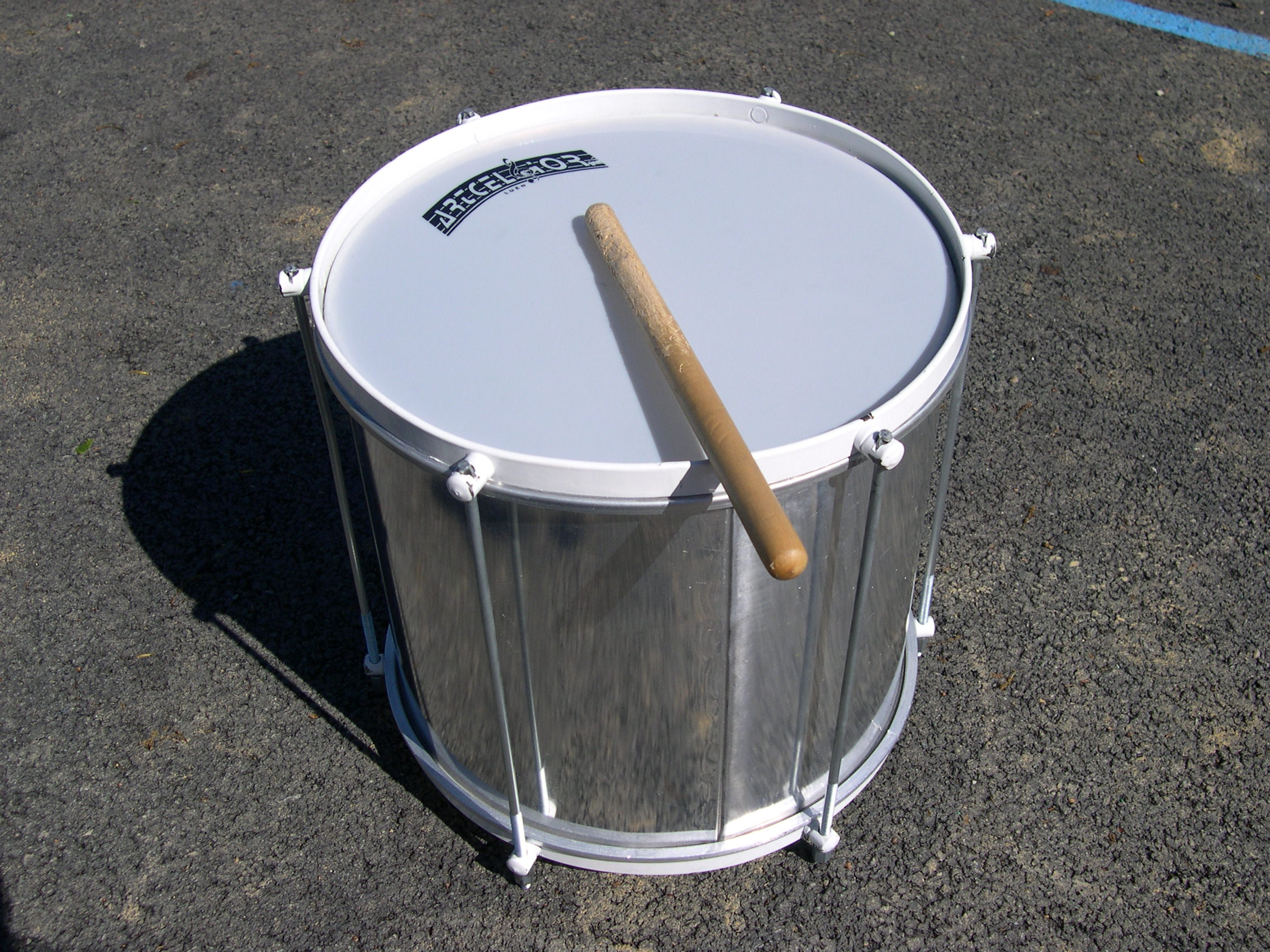
Un des instruments de percussion d'une batterie d'école de samba : le repique

Chaque école a une sorte d'orchestre avec des instruments de percussion, qui doit accompagner le chant et diriger le rythme du défilé. Plus les percussions jouent vite et fort, plus les membres défilent généralement vite, et il existe donc une association vitale entre l'orchestre et l'évolution. Dans le Groupe spécial de Rio, chaque école compte actuellement en moyenne 250 à 300 musiciens. Le jury observe dans un orchestre la régularité et la cadence des percussions, en plus de l'harmonie avec le thème de la samba-enredo et la créativité des musiciens.
Ces instruments font généralement partie d'un orchestre d'école de samba : surdo (trois types, nommés primeira, segunda et terceira), caisse claire, repique, hochet, tamborim, cuíca, agogô, reco-reco, pandeiro et cymbale.
Il y a des variations dans cette composition. Par exemple, la Mangueira n'utilise pas le surdo de segunda, seulement celui de primeira, tandis que l'Império Serrano met en valeur les agogôs.
Dans les années 1960, Mestre André, célèbre directeur de la Mocidade Independente de Padre Miguel, crée les paradinhas, une innovation musicale lors de laquelle les percussions s'arrêtent soudainement de jouer et la voix des chanteurs n'est d'habitude accompagner que de cavaquinhos, puis reviennent d'une manière surprenante et excitante. L'effet attendu, jugé beau par la critique, est également risqué, car ça augmente les chances de fautes graves, comme le manque de synchronisme rythmique, appelé par les compositeurs atravesse (en traduction libre, au travers),.

## Autres composantes

### Directeur de percussion
Comme tout orchestre, les percussions des écoles de samba ont aussi leur maestro, le directeur de percussion, également appelé maître de la percussion. Ses adjoints sont appelés les directeurs. En plus de la direction, un orchestre de samba compte aussi avec un président de percussion, poste occupé par Ivo Meirelles à Mangueira, et avec un comité de percussion, un modèle de gouvernance selon lequel non seulement le maestro est le responsable musical de l'école mais un groupe de plusieurs directeurs, qui décident ensemble des voies de l'association.

### La Cour de la percussion

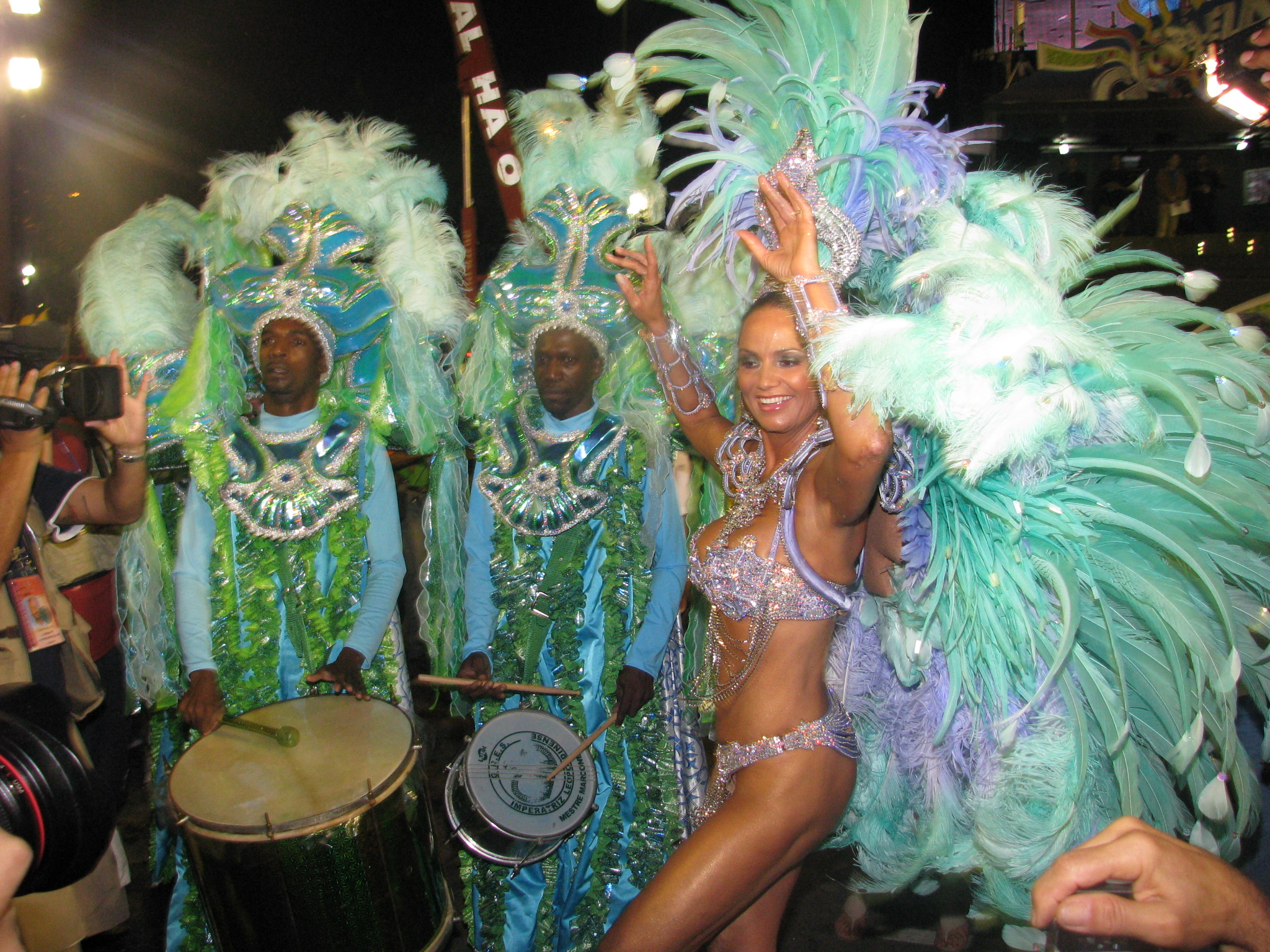
Luiza Brunet, ancienne reine de la percussion du carnaval de Rio

La Cour de la percussion est formée de composantes prestigieuses lors du défilé. On y inclut la reine de la percussion et sa compagnie : la marraine, la muse et la princesse. Ce sont des positions figuratives où des personnes de la communauté d'origine de l'école de samba ou parfois des artistes célèbres sont choisies pour défiler devant l'orchestre.
La figure des reines est apparue dans les années 1970, lorsque la célèbre danseuse Adele Fátima est venue à la tête de l'orchestre de la Mocidade Independente, un événement sans précédent jusque-là. Cette expérience est devenue la norme du carnaval, surtout dans les années 1980, quand des artistes connues ont été choisies comme reine. C'est le cas de  Monique Evans, qui, en 1985, fut la première « célébrité » à assumer le rôle de reine de la batterie. On parle souvent des « Reines éternelles du Carnaval », les personnalités devenues le symbole des défilés de Rio:Monique Evans, à Mocidade, Luma de Oliveira, à Viradouro, Luiza Brunet, à Imperatriz et Viviane Araujo (pt), à Salgueiro. Certaines écoles ont déjà introduit la figure du roi de la percussion, mais sans le même impact.
La marraine de la percussion est un titre similaire à celui de la reine, et les deux sont souvent confondues. De nombreuses écoles créent les deux posters lors de leurs défilés afin d'honorer un plus grand nombre de personnes. Dans les années 1980, le fait que de nombreuses écoles aient décidé de favoriser des artistes en dehors de la vie quotidienne de l'école avec le titre de reine, au détriment des filles de leur propre communauté, a suscité des discussions et controverses. Le poste de marraine est prétendu être offert aux femmes importantes dans l'histoire ou la vie quotidienne de l'école, étant un titre à vie, qui ne change pas chaque année, comme le poste de reine,.

### Bloc despassistas

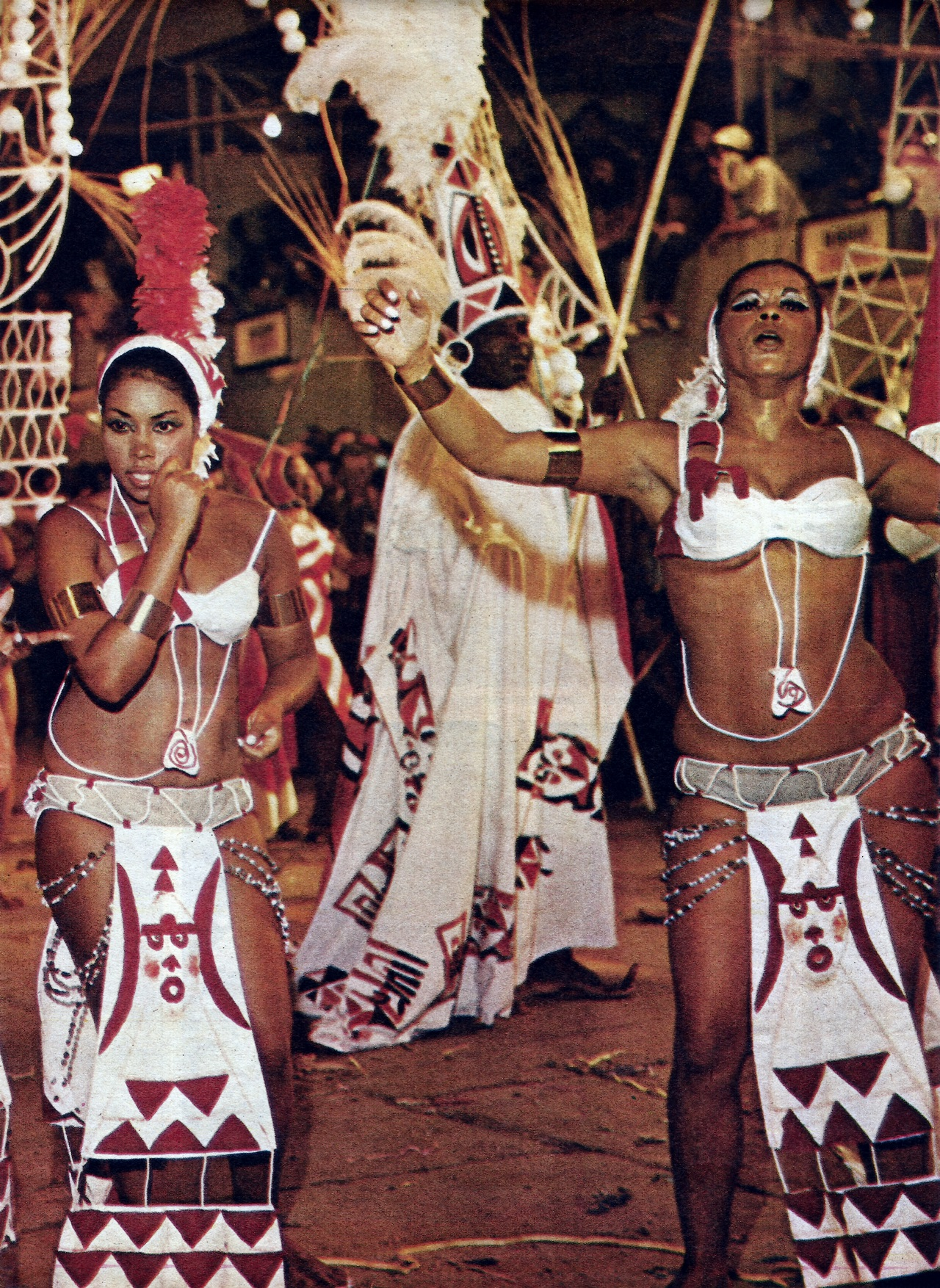
Passistas de la Salgueiro, lors du Carnaval de 1967

Les passistas (en traduction libre, les personnes qui tiennent le pas de la danse) sont des participants de la propre communauté de l'école de samba, dont le rôle principal est de stimuler les membres du défilé et donner à la présentation un air festif. Ils sont souvent des danseuses et danseurs très adroits, ce qui dans le jargon carnavalesque est traduit comme ayant samba-no-pé (en traduction libre, la samba au pied). Le rôle de la passista dans un défilé est de séduire le spectateur en dansant avec des vêtements étriqués. Le passista joue le rôle du bohème de Rio, le malandro. Pour les filles, être une passista est la première étape pour devenir reine, même si cela n’arrive pas toujours. Contrairement à d’autres rôles dans les écoles, les passistas ne sont pas toujours rémunérés – ils reçoivent tout au plus leur costume.

### Bloc des baianas

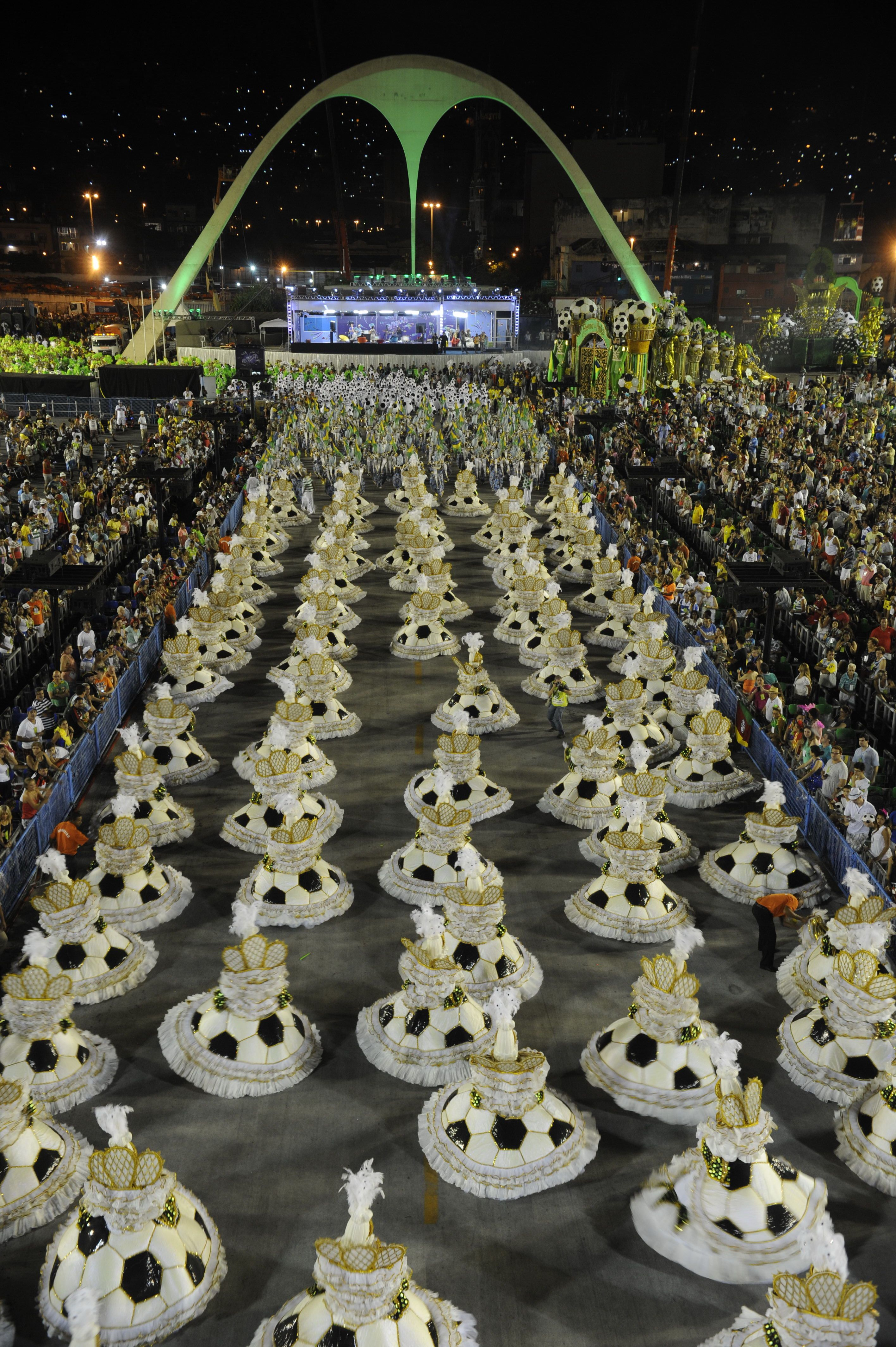
Le bloc des baianas de l'Imperatriz Leopoldinense, en 2014

Le bloc des baianas est considéré comme l'une des plus importantes parties d'une école de samba. Il est normalement composé de femmes dont les costumes rappellent les  tias baianas des premiers groupes de samba du début du XXe siècle, à Rio de Janeiro. Ce bloc a été introduit dans les défilés des années 1930 comme une forme d'hommage aux tias de la samba, qui abritaient chez elles les compositeurs de la samba, à une époque où le rythme était marginalisé. C'est une partie obligatoire de tous les défilés des écoles de samba, même si ce n'est pas un critère spécifique pour le jury,. Néanmoins, les costumes des baianas  comptent pour le critère des costumes et leur présentation pour celui de l'évolution. Les écoles doivent se présenter avec un nombre minimum de membres dans ce bloc. Dans les années 1940 et 1950, des hommes défilaient habillés en baianas, une pratique qui a été interdite à Rio de Janeiro dans les années 1990, mais qui a été autorisée par l'Association des écoles de samba de la ville de Rio de Janeiro (AESCRJ) dans le Groupe d'accès, à partir de 2006.
Les vêtements classiques des baianas se composent d'un torse, d'une robe, d'un tissu côtier et d'une jupe ample. Cependant, elles se présentent parfois avec des habits plus insolites, comme des robes de mariées ou en statues de la liberté et autres déguisements,.

### La vieille garde
La vieille garde, en Portugais velha-guarda, est un groupe de compositeurs et danseurs de la samba plus âgés, souvent des membres fondateurs de l'école, qui n'occupent plus de postes dans la hiérarchie de l'association, mais qui constituent un département à part, honorifique. Ils se présentent lors du Carnaval en positions d'honneur, sans porter de déguisements, plutôt des vêtements formels. Leur tenue s'inspire des vêtements portés par Paulo da Portela et selon le chanteur et chercheur de la samba Nei Lopes, cette tradition a pour origine les zoot suits portés aux États-Unis par les noirs et les latino-américains dans les années 1930 et 1940.

### Interprète oupuxador

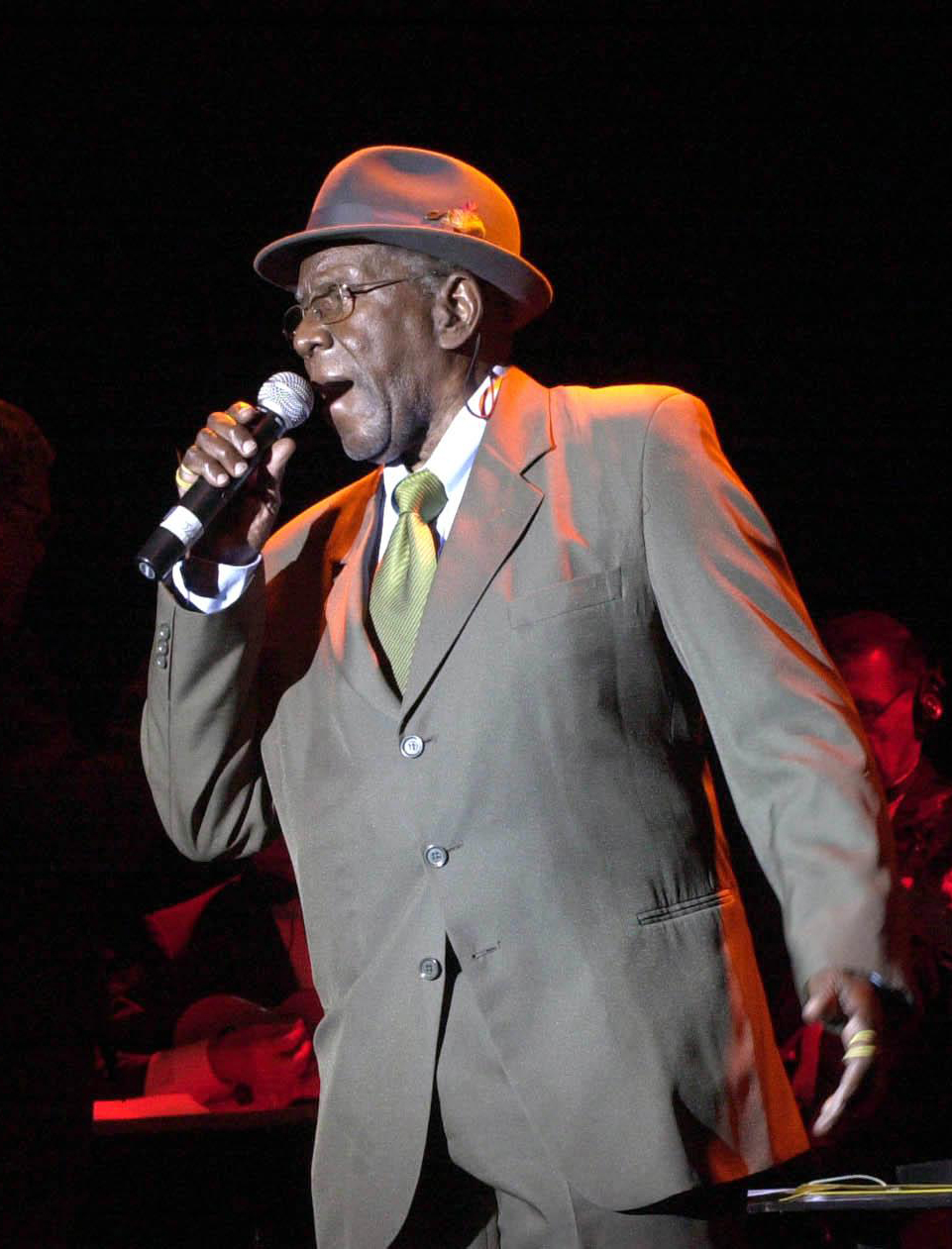
Jamelão (1913-2008), élu en 1999 l'interprète du siècle du carnaval de Rio.

Le puxador (en traduction libre, le tireur) est l'interprète professionnel responsable du déroulement de la samba-enredo pendant le défilé, normalement assisté d'un groupe de chanteurs de soutien, qui défilent à côté de lui ou sur une voiture sonore. Muni d'un micro, normalement plus puissant que celui des autres chanteurs, sa voix se démarque des autres membres de l'école, permettant ainsi d'atteindre son objectif de créer la cadence du chant et de la présentation.
Le terme puxador dénote le principe des écoles selon lequel la samba-enredo ne doit pas être interprétée par une ou quelques personnes, mais chantée par toute l'école, et la musique doit être donc lancée par l'interprète. De plus, la puxada, la tirade initiale, est comme un cri de guerre de l'école, qui sert à animer l'école et le public.
À partir des années 1990, Jamelão, de la Mangueira, a commencé à critiquer le terme traditionnel, cherchant à le remplacer par une nouvelle terminologie : interprète de la samba-enredo. Selon les mots de Jamelão, un puxador serait quelqu'un qui « fume de la drogue, vole des voitures » (en Portugais, puxa fumo et puxa carro, deux expressions courantes qui utilisent le verbe tirer), étant à son avis un terme péjoratif. Depuis lors, de nombreux commentateurs et chaînes de télévision ont commencé à remplacer le premier terme par le second, qui existe pourtant toujours.
Une autre controverse encore fréquente concernant les interprètes est la question de savoir s'il serait ou non contraire à l'éthique que l'interprète officiel d'une école participe au conflit interne pour choisir la samba-enredo au sein de sa propre association. Certaines écoles interdisent cette situation, mais autorisent leurs professionnels à participer aux qualifications dans d'autres écoles. Actuellement, les écoles ont opté pour deux ou plusieurs interprètes, qui forment ensemble la voix officielle de l'association et souvent s'opposent lors de la sélection de la samba.

### Carnavalesque
C'est la personne responsable de la conception et du développement du thème qui sera présenté par une école de samba, ainsi que de la création, construction et décoration allégories et costumes liés au thème proposé. Dans certains cas, les carnavalesques, en Portugais carnavalescos, développent l'enredo sur la base d'un thème proposé par la direction de l'école de samba. Dans d'autres, ils proposent eux-mêmes le thème. De nombreux d'entre eux ont une formation ou un lien avec les arts visuels, les arts du spectacle, le théâtre ou la danse,.
La commission du carnaval se forme lorsqu'il y a un groupe de carnavalesques responsables de décider la stratégie de l'école. Dans certains cas, la commission organise non seulement le carnaval, mais gère également d'autres secteurs des écoles de samba.

### Dirigeants
C'est le nom sous lequel peuvent être appelés le président, le président d'honneur et le patron de l'école. Les dirigeants, en Portugais dirigentes, transmettent aux professionnels de l'école les lignes directrices de l'association, en participant aux principales décisions à propos du défilé, comme le thème, et en coordonnant le hangar où sont construits les véhicules et se déroule l'administration de l'école. Les dirigeants souvent eux-mêmes des employés rémunérés de l'école. Beaucoup font également partie du conseil d'administration de l'école de samba, comme ce fut le cas de Laíla, à Beija-Flor.
On peut également désigner ainsi le directeur d'harmonie. Ce terme a été utilisé à l'origine pour décrire un directeur d'école de samba qui avait pour mission d'ordonner le défilé et de coordonner l'évolution des participants de l'école, afin d'éviter les attroupements ou les grands espaces vides, en plus de prendre soin de la durée de la présentation. Les directeurs d'harmonie sont donc responsables des critères d'évolution, harmonie et ensemble.

## Décompte
Les résultats de la compétition du carnaval sont annoncés l'après-midi du mercredi des Cendres, à Rio, et l'après-midi du mardi du carnaval, à São Paulo. Dans les deux villes, il y a une sorte de cérémonie au cours de laquelle des plates-formes sont installées au sambadrome local. Sous des tentes, se tiennent des représentants de chaque école, qui notent les notes au fur et à mesure de leur publication et effectuent les calculs pour savoir celle qui sera la championne. À la fin de la publication des notes, le président de la ligue fait une annonce officielle, puis lit la liste de pénalités -- qui ont un impact direct sur le résultat final -- et fait la lecture des notes totales de chaque école.
Les stands sont parfois ouverts au public. Tant à Rio qu'à São Paulo et Porto Alegre, la cérémonie, qui dure entre une demi-heure et une heure, est retransmise à la télévision et des caméras captent aussi l'ambiance dans les principales écoles de la ligue ,.
D'habitude, la plus petite note est exclue du résultat, mais les règles de décompte ont changé fréquemment au fil des années. À Rio et à São Paulo, il y a eu des années où la note la plus élevée attribuée à chaque école a également été supprimée.
Il n'est pas rare que les notes attribuées par les juges soient très contestées, tant par les supporters que par les membres des écoles qui se sentent lésés, générant de nombreuses plaintes après la fin du défilé. Certains résultats controversés ont abouti devant les tribunaux. Ce fut le cas de l'école de samba Acadêmicos de Santa Cruz, qui a défilé dans l'obscurité pendant le carnaval de 1991 en raison d'une panne de courant et n'a pas été évaluée,.

### Défilé des champions
Il s'agit d'un défilé créé dans les années 1980, à Rio de Janeiro, où les meilleures écoles de samba du Grupo spécial défilent à nouveau au sambadrome, le week-end qui suit le Carnaval. Ce défilé n'est pas de nature compétitive, c'est  une sorte de fête pour couronner les meilleures écoles de l'année, où les participants peuvent défiler sans se soucier des enjeux.
À São Paulo, le défilé des champions a lieu entre la nuit du vendredi suivant le carnaval et les premières heures du samedi. À Rio, le défilé se déroule traditionnellement du samedi soir au dimanche matin.
Cependant, le défilé des champions n'a pas toujours été un moment purement festif : de nombreuses écoles ont profité de l'occasion pour protester contre le résultat final du championnat. Cinquième place en 2005, Vai-Vai n'a pas défilé cette année-là.

## Hangars

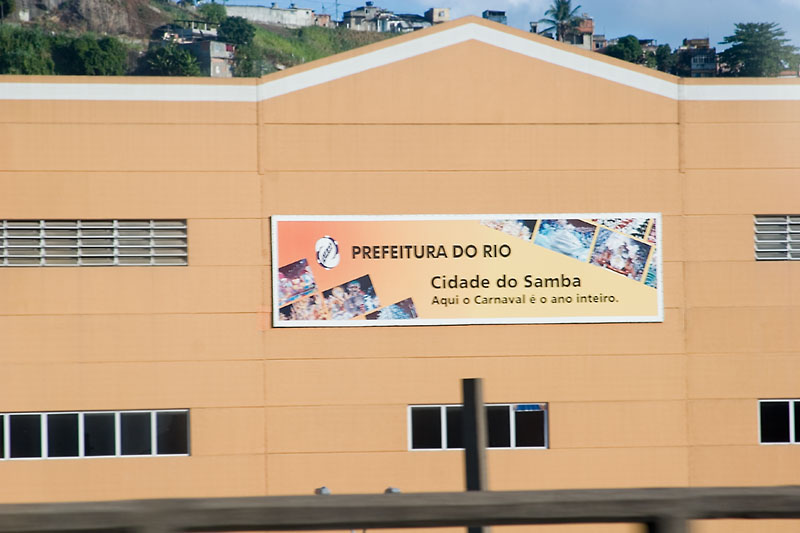
Cidade do Samba Joãozinho Trinta, à Rio de Janeiro

C'est un espace dédié aux grandes oficines où les écoles de samba créent leurs véhicules et costumes. À Rio de Janeiro, les hangars, en Portugais barracões, des écoles de samba du Groupe spécial ont été regroupés dans un grand complexe appelé Cidade do Samba . Dans le passé, les barracões occupaient des entrepôts abandonnés dans la région dégradée du port de Rio de Janeiro.
Cependant, en 2011, à un mois du Carnaval, la Cidade do Samba, considérée comme sûre, a subi un énorme incendie qui a complètement ravagé quatre hangars. Les préparatifs du défilé des écoles de samba Grande Rio, União da Ilha et Portela ont été gravement entravés cette année-là. Quelques jours plus tard, il a été décidé que ces écoles ne seraient pas jugées et qu'elles ne concourraient pas du championnat.

## Dans la culture populaire

### Cinéma
- Le film “Trinta” (2013), de Paulo Machline, retrace la vie du carnavalesco (concepteur de défilé) Joãosinho Trinta[124].
- Le film Jonas (2016), de Lô Politi, raconte l’histoire d’um jeune qui séquestre la fille de la patronne de as mère, de laquelle il a toujours été amoureux, et la maintient prisonnière dans um char allégorique em forme de baleine, à São Paulo[125].

### Littérature
- Le livre pour enfants A Rainha de Bateria (2009), de Martinho da Vila, raconte l’histoire d’une enfant qui habite près du siège d’une école de samba et devient reine de la section rythmique (rainha da bateria)[126].
- Le roman Desde que o samba é (2012) , de Paulo Lins, narre la création de la première école de samba dans  le quartier d’Estácio, à Rio de Janeiro, dans les années 1920[127].